# Sol Polito
Sol Polito, nacido como Salvador Polito (Palermo, Sicilia, 12 de noviembre de 1892-Hollywood, 23 de mayo de 1960) fue un camarógrafo estadounidense de origen italiano.

## Vida
Cuando Sol Polito era un niño, su familia emigró a los Estados Unidos y se estableció en la ciudad de Nueva York. Después de la escuela se convirtió en fotógrafo y gracias a esta formación tuvo acceso al cine. En la década de 1920 hizo 13 películas para la estrella de Hollywood Harry Carey. Influenciado por los cineastas expresionistas alemanes, fue uno de los camarógrafos destacados de la década de 1930. Trabajó en estrecha colaboración con Michael Curtiz en particular y dirigió la cámara en numerosas películas de aventuras con Errol Flynn.
Sol Polito obtuvo tres nominaciones al Óscar: La vida privada de Elisabeth y Essex / Mi reino por un amor (The Private Lives of Elizabeth and Essex, 1940), El sargento inmortal / El sargento York (Sergeant York, 1941) y Capitanes de las nubes (Captains of the Clouds, 1943).

## Filmografía
|      | Título                                                                                                 | Director                            |
| ---- | --- | ----------------------------------- |
| 1914 | Rip Van Winkle                                                                                         |                                     |
| 1915 | The Butterfly                                                                                          | Oscar A. C. Lund                    |
| 1915 | A Butterfly on the Wheel                                                                               | Maurice Tourneur                    |
| 1915 | The Cotton King                                                                                        | Oscar Eagle                         |
| 1917 | The Runaway                                                                                            | Dell Henderson                      |
| 1918 | Treason                                                                                                | Burton L. King                      |
| 1919 | Burglar by Proxy                                                                                       | John Francis Dillon                 |
| 1920 | The Misleading Lady                                                                                    | George Irving George W. Terwilliger |
| 1923 | The Bad Man                                                                                            | Edwin Carewe                        |
| 1928 | The Haunted House                                                                                      | Benjamin Christensen                |
| 1929 | Scarlet Seas                                                                                           | John Francis Dillon                 |
| 1930 | No, No, No, Nanette                                                                                    | Clarence G. Badger                  |
| 1931 | Sed de escándalo (Five Star Final)                                                                     | Mervyn LeRoy                        |
| 1932 | Two Seconds                                                                                            | Mervyn LeRoy                        |
| 1932 | Soy un fugitivo (I Am a Fugitive from a Chain Gang)                                                    | Mervyn LeRoy                        |
| 1932 | Tres vidas de mujer (Three on a Match)                                                                 | Mervyn LeRoy                        |
| 1933 | Vampiresas de 1933 (Gold Diggers of 1933)                                                              | Mervyn LeRoy                        |
| 1933 | La calle 42 (42nd Street)                                                                              | Lloyd Bacon                         |
| 1934 | Dr. Monica                                                                                             | William Keighley                    |
| 1934 | Dames                                                                                                  | Ray Enright                         |
| 1934 | La generalita (Flirtation Walk)                                                                        | Frank Borzage                       |
| 1935 | G Men                                                                                                  | William Keighley                    |
| 1936 | El bosque petrificado (The Petrified Forest)                                                           | Archie Mayo                         |
| 1937 | El príncipe y el mendigo (The Prince and the Pauper)                                                   | William Keighley                    |
| 1938 | Las aventuras de Robin Hood / Robin de los bosques (The Adventures of Robin Hood)                      | Michael Curtiz                      |
| 1938 | Ángeles con caras sucias (Angels with Dirty Faces)                                                     | Michael Curtiz                      |
| 1939 | La vida privada de Elizabeth y Essex / Mi reino por un amor (The Private Lives of Elizabeth and Essex) | Michael Curtiz                      |
| 1939 | Dodge City                                                                                             | Michael Curtiz                      |
| 1939 | Four Wives                                                                                             | Michael Curtiz                      |
| 1940 | Virginia City                                                                                          | Michael Curtiz                      |
| 1940 | El halcón del mar (The Sea Hawk)                                                                       | Michael Curtiz                      |
| 1940 | Camino de Santa Fe (Santa Fe Trail)                                                                    | Michael Curtiz                      |
| 1941 | El lobo de mar (The Sea Wolf)                                                                          | Michael Curtiz                      |
| 1941 | El sargento inmortal / El sargento York (Sergeant York)                                                | Howard Hawks                        |
| 1942 | Captains of the Clouds                                                                                 | Michael Curtiz                      |
| 1942 | La extraña pasajera (Now, Voyager)                                                                     | Irving Rapper                       |
| 1943 | This Is the Army                                                                                       | Michael Curtiz                      |
| 1944 | Arsénico por compasión / Arsénico y encaje antiguo (Arsenic and Old Lace)                              | Frank Capra                         |
| 1944 | Las aventuras de Mark Twain (The Adventures of Mark Twain)                                             | Irving Rapper                       |
| 1945 | El trigo está verde (The Corn Is Green)                                                                | Irving Rapper                       |
| 1946 | Una vida robada / Vida robada (A Stolen Life)                                                          | Curtis Bernhardt                    |
| 1947 | The Long Night                                                                                         | Anatole Litvak                      |
| 1948 | Voces de muerte (Sorry, Wrong Number)                                                                  | Anatole Litvak                      |
| 1948 | The Voice of the Turtle                                                                                | Irving Rapper                       |
| 1949 | Anna Lucasta                                                                                           | Irving Rapper                       |

## Premios y distinciones
Premios Óscar
| Año  | Categoría                 | Canción                                                                                                | Resultado |
| ---- | ------------------------- | --- | --------- |
| 1940 | Mejor fotografía - Color  | La vida privada de Elisabeth y Essex / Mi reino por un amor (The Private Lives of Elizabeth and Essex) | Nominado  |
| 1942 | Mejor fotografía          | El sargento inmortal / El sargento York (Sergeant York)                                                | Nominado  |
| 1943 | Mejor fotografía en color | Capitanes de las nubes (Captains of the Clouds)                                                        | Nominado  |